# 官田原三筊埤古水道遺構
官田原三筊埤古水道遺構，考據為台灣荷蘭統治時期所建的水道遺構，早於鄰近的烏山頭水庫，極可能是台灣最早的水利灌溉系統，位於台南市官田區烏山頭水庫自來水公司淨水廠的西北角一隅。此遺構具歷史價值，於2010年指定為臺南市市定古蹟。

## 介紹
三筊埤古水道的送水口為古磚砌造的圓拱形水道，從送水口到堰堤口的隧道長約20公尺。1917年，八田與一在會勘建造烏山頭水庫時，即發現了此水道遺構，而當時的三筊埤古水道遺構仍具灌溉功能。但因其年代久遠，目前正面臨崩壞危機。